# پرایری‌ویل (آلاباما)
پرایری‌ویل (به انگلیسی: Prairieville) یک منطقهٔ مسکونی در ایالات متحده آمریکا است که در شهرستان هالی، آلاباما واقع شده‌است. پرایری‌ویل ۵۷٫۹۱ متر بالاتر از سطح دریا واقع شده‌است.